# Ute Lewitzka
Ute Lewitzka (* 1972 in Peitz) ist eine deutsche Psychiaterin und Hochschullehrerin für Suizidologie.

## Biografie
Ute Lewitzka studierte von 1991 bis 1999 Medizin in Berlin und Dresden. 2004 promovierte sie zur Frage der Veränderung von Neurotransmittern bei suizidalen Personen an der Technische Universität Dresden und absolvierte bis 2006 am Universitätsklinikum Carl Gustav Carus Dresden ihre Ausbildung zur Fachärztin für Psychiatrie und Psychotherapie. Von 2008 bis 2010 war sie Oberärztin an der psychiatrischen Akutstation. 2010 bis 2012  war sie Visiting Assistant Professor an der Dalhousie University in Kanada und forschte zu Kindern von Eltern mit bipolarer Störung. Danach kehrte sie nach Dresden zurück und habilitierte sich 2018. Dabei beschäftigte sie sich mit dem Einfluss von Lithium auf Suizidalität und affektive Störungen.
Zum 1. November 2024 wurde Lewitzka auf die bundesweit erste Professur für Suizidologie und Suizidprävention berufen. Sie wurde als Stiftungsprofessur durch die Crespo Foundation, die Henryk-Sznap-Stiftung sowie vor allem die Dr. Elmar und Ellis Reiss Stiftung an der Johann Wolfgang Goethe-Universität Frankfurt am Main eingerichtet. Zugeordnet ist sie der Klinik für Psychiatrie, Psychosomatik und Psychotherapie unter der Direktion von Andreas Reif am Universitätsklinikum Frankfurt.

## Ehrenamtliche Tätigkeiten und Kooperationen
2017 gründete Lewitzka das Werner-Felber-Institut für Suizidprävention und interdisziplinäre Forschung im Gesundheitswesen (WFI, benannt nach Werner Felber) und ist seither dort Vorstandsvorsitzende. Seit 2018 ist sie ehrenamtliche Vorsitzende der Deutschen Gesellschaft für Suizidprävention. Für die Deutsche Gesellschaft für Psychiatrie und Psychotherapie, Psychosomatik und Nervenheilkunde (DGPPN) ist sie seit 2018 außerdem Leiterin des Referats Suizidologie, eines von 35 Fachreferaten der Gesellschaft. Sie ist im wissenschaftlichen Beirat des Deutschen Hospiz- und PalliativVerbandes (DHPV). Mit der Stiftung Deutsche Depressionshilfe und Suizidprävention sowie die „European Alliance against Depression“ strebt sie den Aufbau eines nationalen Zentrums für Suizidprävention an.

## Forschungsschwerpunkte
Lewitzka begreift die Suizidologie als sehr breites, interdisziplinäres Forschungsfeld, das unter anderem biologische, psychologische und soziale Ursachen suizidalen Verhaltens untersucht. Ihr Ziel ist dabei die Suizidprävention.
In ihrer Promotion fand sie Veränderungen von Neurotransmittern bei suizidalen Personen und untersuchte in ihrer Habilitation wie auch später die Möglichkeiten der medikamentösen Beeinflussung des Suizidrisiko mittels Lithiumtherapie.
Mit ihrem Team in Dresden evaluierte sie außerdem das Projekt HEYLiFE. Dabei waren an sächsischen Schulen mit mehreren tausend Schülerinnen und Schülern in 180-minütigen Workshops neben theoretischem Wissen, auch konkrete Bewältigungsstrategien und die Kommunikation über psychische Probleme adressiert worden.
In einem anderen Projekt wurden Notrufleitstellen eingebunden. Durch die systematische Erfassung eingehender Notrufe konnten die Forschenden regelmäßig Analysen zu den gewählten Orten und Methoden der Suizide oder Suizidversuche durchführen und Heatmaps erstellen. Daraus folgen Empfehlungen, um entsprechend betroffene Orte oder Methoden schwerer zugänglich zu machen, zum Beispiel den Zugang zu bestimmten Bauwerken zu sperren. Dieser sogenannten Methodenrestriktion liegt die Erkenntnis zugrunde, dass die meisten Menschen ihren Suizidversuch abbrechen und nicht wiederholen, wenn die von ihnen gewählte Methode nicht durchgeführt werden kann.

## Publikationen (Auswahl)

### Buchbeiträge
- Ute Lewitzka, Werner Felber: Suizidrisiko und Suizidprävention. In: Therapieresistenz bei Depressionen und bipolaren Störungen. Springer Berlin Heidelberg, Berlin, Heidelberg 2022, ISBN 978-3-662-65733-1, S. 551–569, doi:10.1007/978-3-662-65734-8_29.
- Ute Lewitzka: Anti-suicidal Properties of Lithium Treatment. In: Suicide Risk Assessment and Prevention. Springer International Publishing, Cham 2022, ISBN 978-3-03042002-4, S. 1141–1158, doi:10.1007/978-3-030-42003-1_68.

### Artikel
- U. Lewitzka, B. Müller‐Oerlinghausen, W. Felber, J. Brunner, B. Hawellek, D. Rujescu, M. Ising, E. Lauterbach, A. Broocks, B. Bondy, M. L. Rao, C. Frahnert, I. Heuser, F. Hohagen, W. Maier, T. Bronisch: Is MAO‐B activity in platelets associated with the occurrence of suicidality and behavioural personality traits in depressed patients? In: Acta Psychiatrica Scandinavica. Band 117, Nr. 1, Januar 2008, ISSN 0001-690X, S. 41–49, doi:10.1111/j.1600-0447.2007.01121.x.
- U. Lewitzka, B. Jabs, M. Fülle, V. Holthoff, G. Juckel, I. Uhl, S. Kittel-Schneider, A. Reif, C. Reif-Leonhard, O. Gruber, B. Djawid, S. Goodday, R. Haussmann, A. Pfennig, P. Ritter, J. Conell, E. Severus, M. Bauer: Does lithium reduce acute suicidal ideation and behavior? A protocol for a randomized, placebo-controlled multicenter trial of lithium plus Treatment As Usual (TAU) in patients with suicidal major depressive episode. In: BMC Psychiatry. Band 15, Nr. 1, Dezember 2015, ISSN 1471-244X, doi:10.1186/s12888-015-0499-5.
- Ute Lewitzka, Michael Bauer, Bettina Ripke, Thomas Bronisch, Lydia Günther: Impulsivity and Saliva Cortisol in Patients with Suicide Attempt and Controls. In: Neuropsychobiology. Band 75, Nr. 4, 2017, ISSN 0302-282X, S. 162–168, doi:10.1159/000484664.
- U. Lewitzka, C. Sauer, M. Bauer, W. Felber: Are national suicide prevention programs effective? A comparison of 4 verum and 4 control countries over 30 years. In: BMC Psychiatry. Band 19, Nr. 1, Dezember 2019, ISSN 1471-244X, doi:10.1186/s12888-019-2147-y.